# Lesní Hluboké
Lesní Hluboké település Csehországban, a Brno-vidéki járásban. Lesní Hluboké Svatoslav, Maršov, Domašov, Javůrek, Zálesná Zhoř és Přibyslavice településekkel határos. Lakosainak száma 273 fő (2024. január 1.).

## Népesség
A település lakosságának változását az alábbi diagram mutatja:
| Lakosok száma | 221  | 227  | 209  | 192  | 198  | 161  | 245  | 274  | 272  | 273  |
|               | 1869 | 1890 | 1921 | 1950 | 1980 | 2001 | 2017 | 2019 | 2022 | 2024 |